# 행복한 주말입니다
김수경의 행복한 주말입니다는 TBN 강원교통방송(원주 FM 105.9MHz, 춘천 FM 103.7MHz, 강릉 FM 105.5MHz, 양양 FM 95.1MHz, 동해 FM 95.3MHz, 평창 FM 89.3MHz)에서 주말 아침 7시부터 8시 52분까지 방송되는 강원권 지역의 주말 아침 라디오 프로그램이다.

## 프로그램 소개
- 주말 아침, 교통량이 많지 않아 여유로운 시간대인만큼 소소하고 따뜻한 이야기들을 담아냅니다~ 이동하면서 들일 수 있는 편안함부터 흥겨움을 채워주는 음악들과, 주말에 챙기면 좋을 안전관련 정보 모두 준비해둘게요~

## 요일 코너

### 토요일
- 내 마음의 뮤직박스 : 주말 아침 힐링되는 노래로 편안한 시간을 가져보세요~

### 일요일
- 맛있는 이야기 : 한주간 활력을 줄 수 있는 영양 레시피를 알아보는 시간